# Bennet (Nebraska)
Bennet es una villa ubicada en el condado de Lancaster en el estado estadounidense de Nebraska. En el Censo de 2010 tenía una población de 719 habitantes y una densidad poblacional de 546,47 personas por km².

## Geografía
Bennet se encuentra ubicada en las coordenadas 40°40′54″N 96°30′15″O / 40.68167, -96.50417. Según la Oficina del Censo de los Estados Unidos, Bennet tiene una superficie total de 1.32 km², de la cual 1.32 km² corresponden a tierra firme y (0%) 0 km² es agua.

## Demografía
Según el censo de 2010, había 719 personas residiendo en Bennet. La densidad de población era de 546,47 hab./km². De los 719 habitantes, Bennet estaba compuesto por el 98.89% blancos, el 0% eran afroamericanos, el 0% eran amerindios, el 0.14% eran asiáticos, el 0% eran isleños del Pacífico, el 0% eran de otras razas y el 0.97% pertenecían a dos o más razas. Del total de la población el 0.28% eran hispanos o latinos de cualquier raza.